# 机甲先锋：幻影战争
《机甲先锋：幻影战争》是一款由Backbone工作室开发，并由Majesco发行在任天堂DS上的动作游戏。本作基于BattleTech的世界观并作为《机甲先锋》系列的续作。